# لسن
شهر لسن (به فرانسوی: Lasne) در شهرستان نیول  در استان اوئلون بربان  در منطقه فدرال والوون در کشور بلژیک واقع شده‌است.